# Janis Tanaka
Janis Tanaka (9 de enero de 1963) es una bajista estadounidense que ha grabado discos y salido de gira para bandas y artistas de renombre como Pink, Fireball Ministry, Hammers of Misfortune, Stone Fox y L7. También perteneció a la banda Pagan Babies, agrupación formada por Courtney Love, Kat Bjelland y Deirdre Schletter en los años ochenta. Actualmente es la bajista de la banda Femme Fatale.
Ha actuado en las películas Live Freaky Die Freaky, Down and Out With Dolls y The Year of My Japanese Cousin.